# Campylenchia minans
Campylenchia minans är en insektsart som beskrevs av Leon Fairmaire. Campylenchia minans ingår i släktet Campylenchia och familjen hornstritar. Inga underarter finns listade i Catalogue of Life.